# Maestro di Hartford

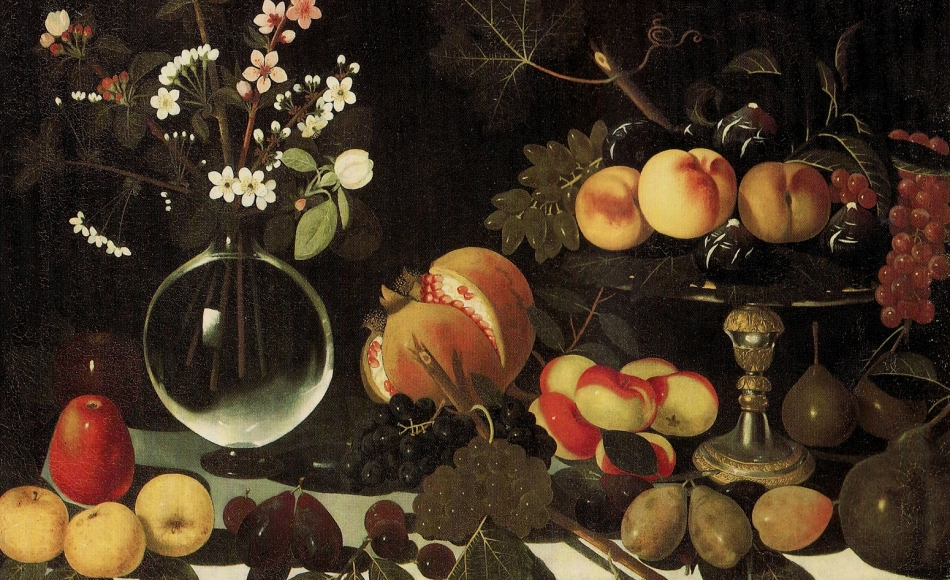
Natura morta, Wadsworth Atheneum, Hartford

Maestro di Hartford è il nome fittizio attribuito ad un artista attivo a Roma all'inizio del XVII secolo e noto per le sue nature morte. Nel recente passato è stato identificato da alcuni con il giovane Caravaggio. Oggi è considerato uno dei primi, forse già alla fine del XVI secolo, ad ispirarsi al maestro lombardo.
Il nome attribuitogli deriva dal fatto che il suo dipinto più conosciuto (Natura morta di fiori e frutta) è conservato presso il Wadsworth Atheneum di Hartford (Connecticut).